# Búnkeres del Cerro del Aceitunillo
Los búnkeres del Cerro del Aceitunillo son una conjunto de fortificaciones formado por un fortín central y tres nidos de ametralladora que se encuentran en Luque, provincia de Córdoba, España.

## Origen
Este fortín fue construido por el bando sublevado durante la Guerra Civil Española de 1936-39. La población de Luque fue tomada por los sublevados el 31 de julio de 1936. Durante el verano y el otoño, el frente permaneció poco activo puesto que las tropas se iban desplazando hacia otras zonas. Pero en diciembre Queipo de Llano inició la denominada Campaña de la Aceituna, ofensiva franquista que supondría la pérdida de la Campiña de Córdoba para el bando republicano y cuya finalidad era despejar el entorno de la ciudad de Córdoba, permitiendo iniciar la ofensiva sobre Málaga. La posterior estabilización del frente llevó a la construcción de fortificaciones en este sector, de manera que se cubría de una eventual contraofensiva republicana procedente de Jaén.

## Descripción
Las fortificaciones se encuentran sobre un cerro que alcanza los 524 m.s.n.m. Está rodeado de olivos y próximo a la carretera y la estación de ferrocarril.
Hay cuatro elementos diferenciados. Por un lado la casamata central -puesto de mando- con forma de prisma de base poligonal, con un diámetro de nueve metros y que se levanta hasta dos metros por encima del nivel del terreno. Tiene dos alturas, la inferior parcialmente subterránea, de manera que se mantiene la visibilidad de los ocupantes sin que se delate la presencia de la obra. Las posiciones de los tiradores se encontraban formando un anillo en la parte superior, la cual se soporta mediante grandes pilares centrales. Todo el conjunto está edificado en hormigón armado.
Los otros tres elementos son nidos de ametralladora con forma de cúpula, planta circular de unos dos metros de diámetro, y dotados de dos troneras cada uno. Los nidos están conectados con el puesto de mando mediante galerías de hormigón. Las que van a este y oeste son de unos diez metros de longitud, mientras que la que va al norte se extiende 22 metros.

## Estado de conservación
El conjunto está registrado por en Servicio Andaluz del Patrimonio Histórico bajo el nombre de Búnker Aceitunillo y con el código 01140390114. La cubierta superior del puesto de mando no se conserva, así como partes del suelo de la planta de tiradores.

## Galería

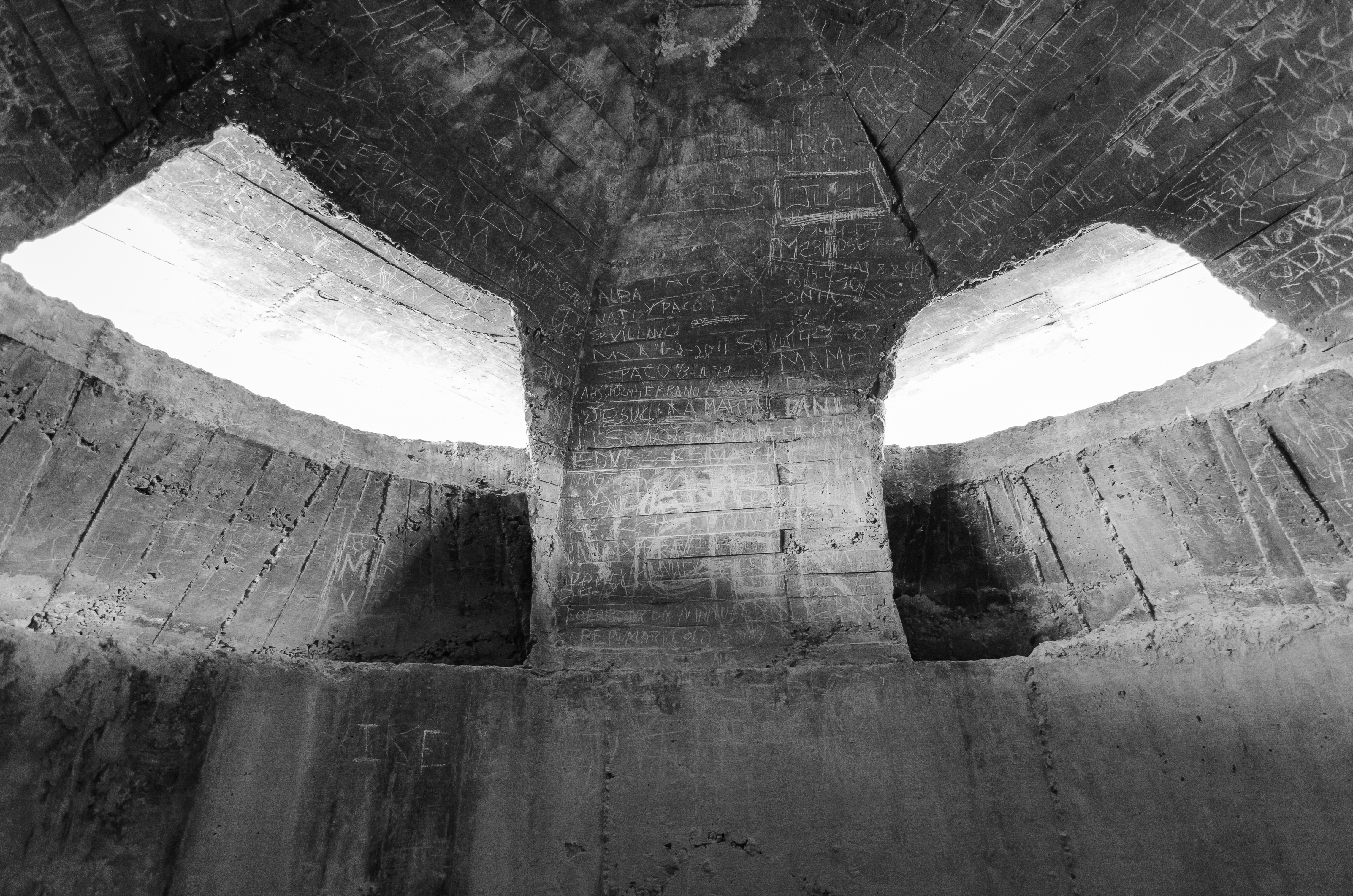
Interior de uno de los nidos de ametralladora
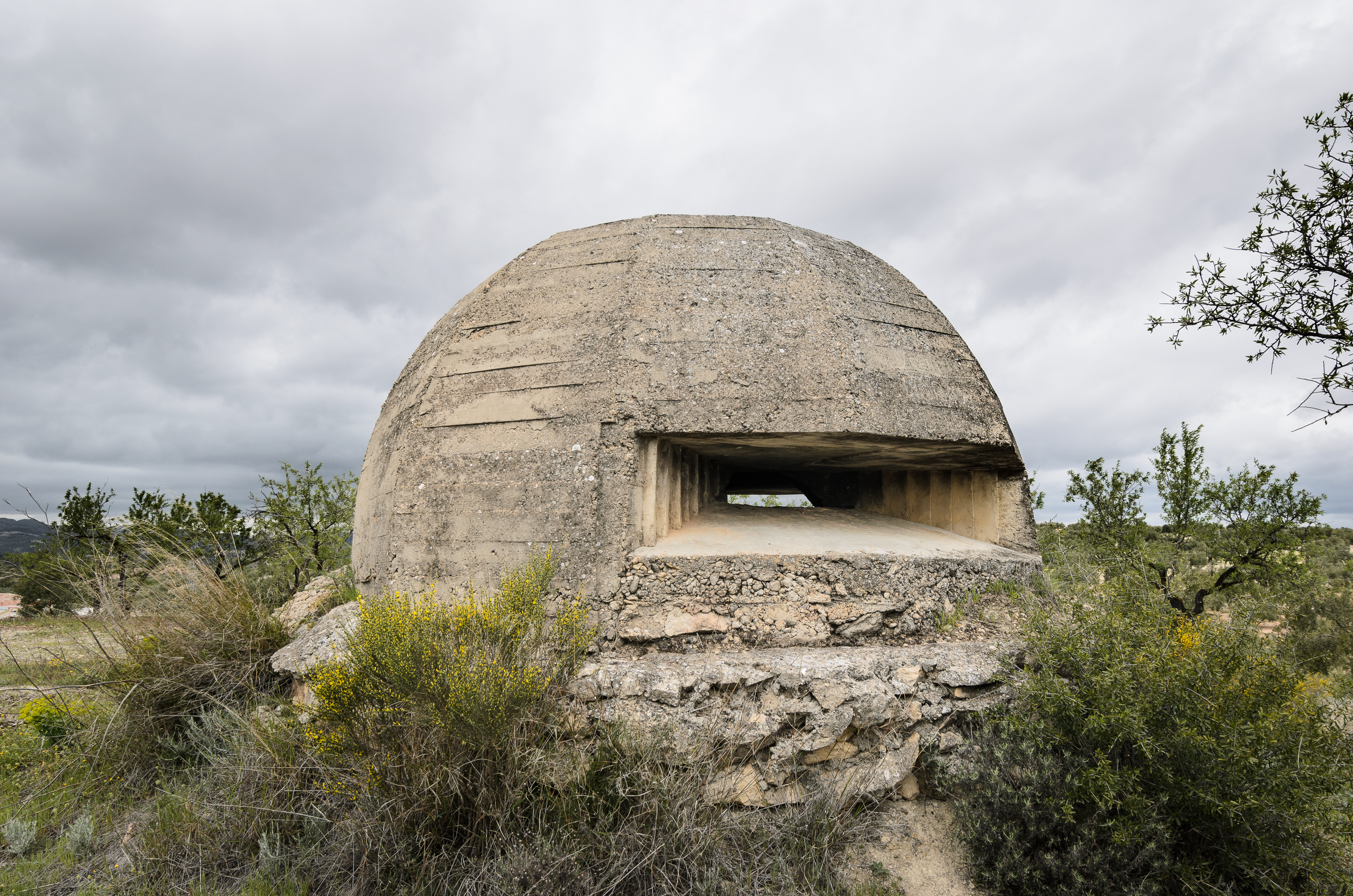
Exterior de uno de los nidos
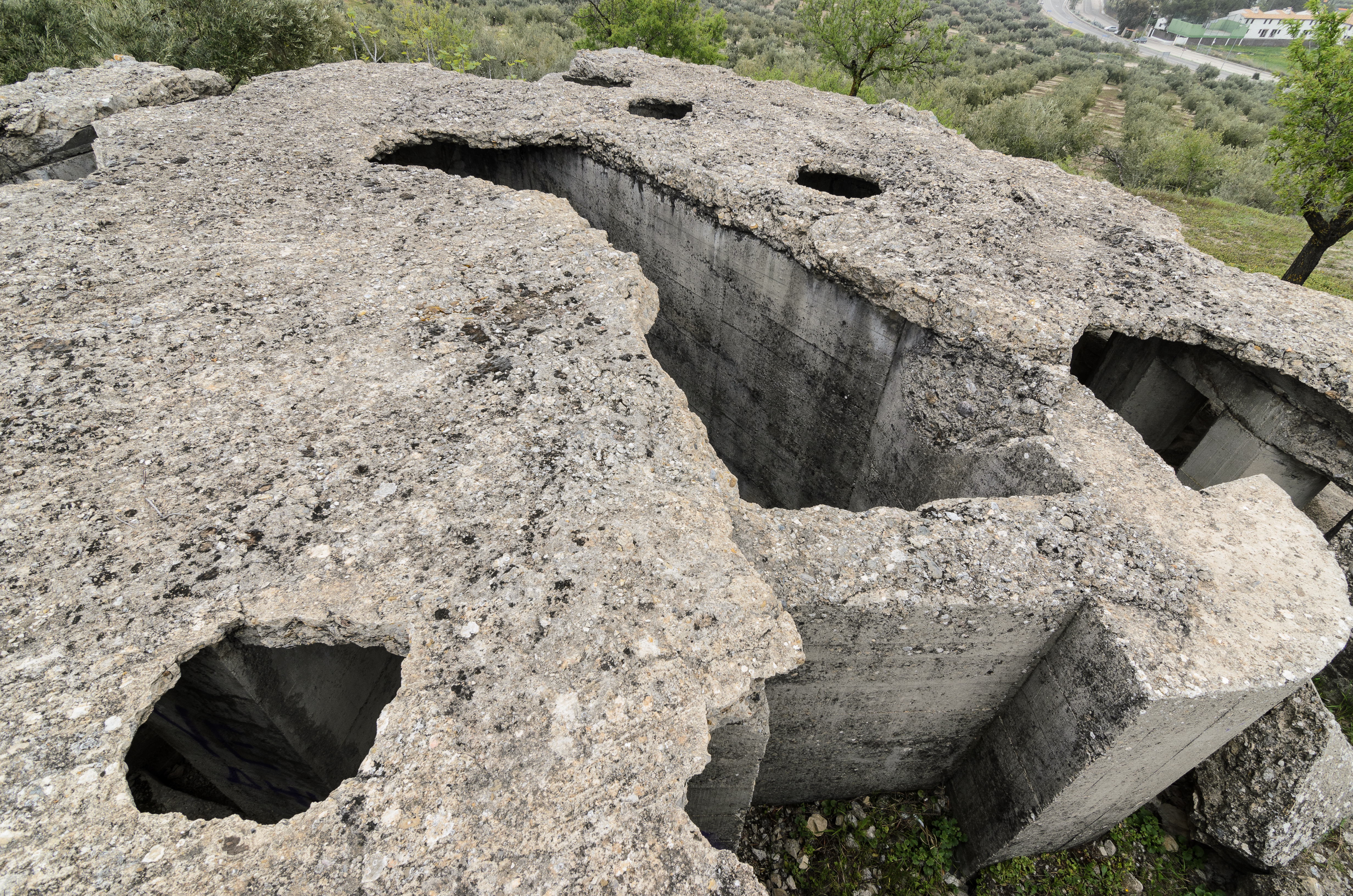
Interior del centro de mando
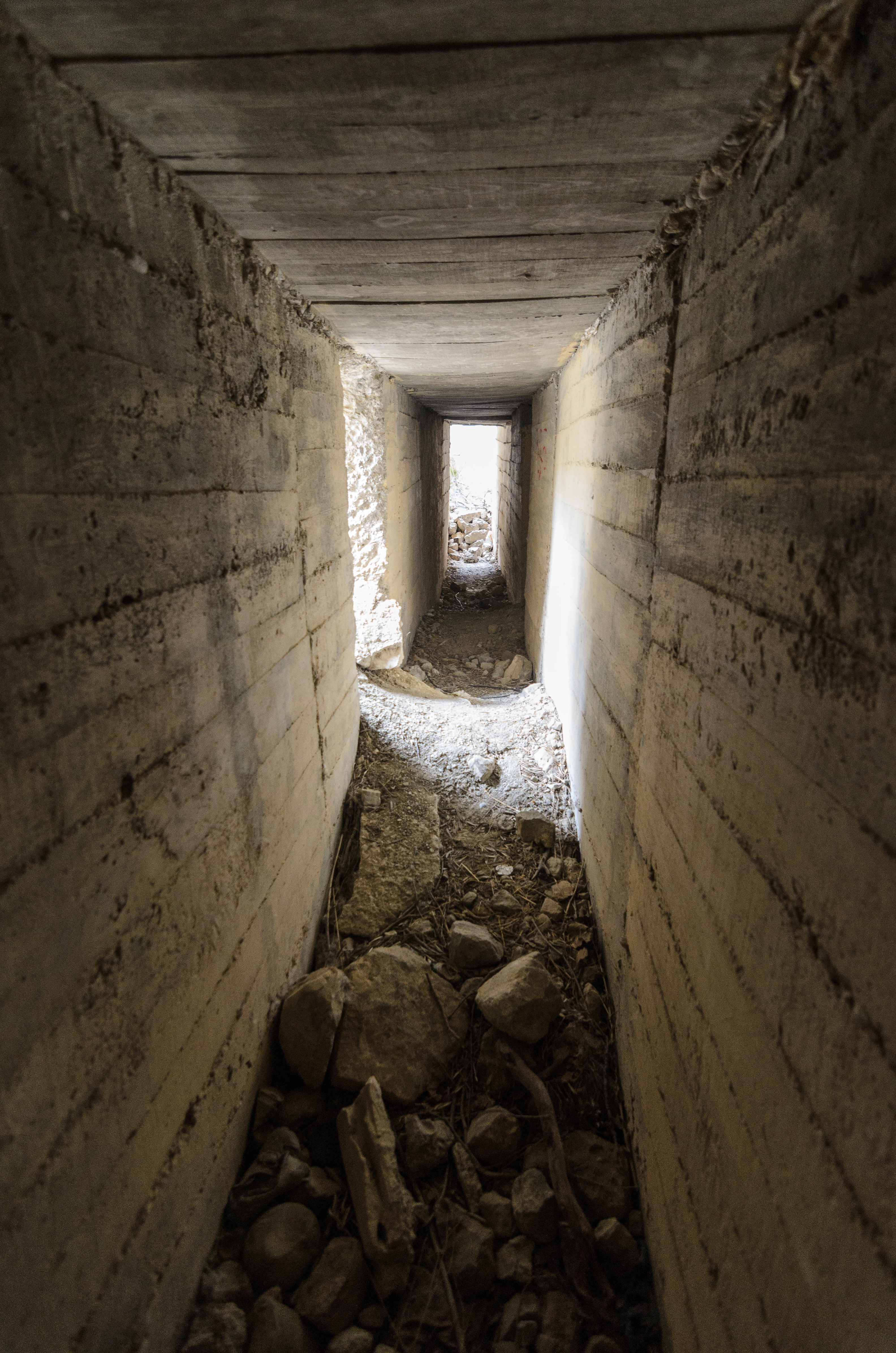
Pasadizo de comunicación entre el puesto de mando y uno de los nidos de ametralladora
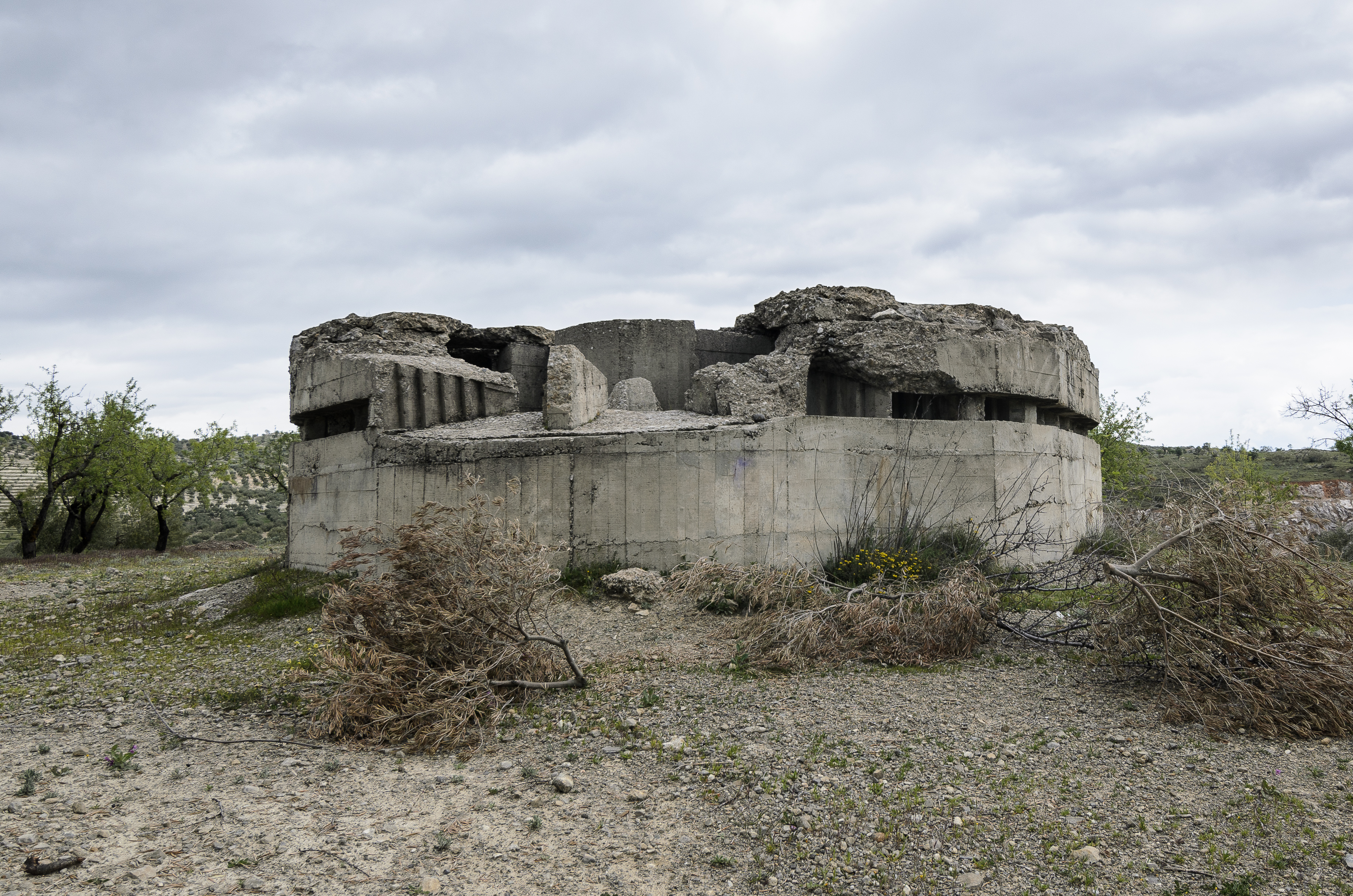
Restos del puesto de mando